# Papyrus 110
Papyrus 110 (nach Gregory-Aland mit Sigel {\displaystyle {\mathfrak {P}}}110 bezeichnet) ist eine frühe griechische Abschrift des Neuen Testaments. 

## Beschreibung
Dieses Papyrusmanuskript des Matthäusevangeliums enthält nur die Verse 10,13–15. 25–27. Mittels Paläographie wurde es auf das 4. Jahrhundert datiert.

## Text
Der griechische Text des Kodex repräsentiert den Alexandrinischen Texttyp.

## Aufbewahrungsort
Die Handschrift wird zurzeit in der Bodleian Art, Archaeology and Ancient World Library unter der Signatur P. Oxy. 4494 in Oxford aufbewahrt.

### Abbildungen
- P.Oxy.LXIV 4494 "POxy: Oxyrhynchus Online"
- {\displaystyle {\mathfrak {P}}}110 recto: Mat. 10,13-15
- {\displaystyle {\mathfrak {P}}}110 verso: Mat. 10,25-27

### Offizielle Registrierung
- „Fortsetzung der Liste der Handschriften“ Institut für Neutestamentliche Textforschung, Universität Münster. (PDF-Datei; 147 kB)